# Перший парубок
«Перший парубок» (рос. «Первый парень») — український радянський художній фільм режисера Сергія Параджанова, знятий на Київській кіностудії імені Олександра Довженка в 1958 році.

## Сюжет
Сержант Данила, демобілізувавшись з армії, повернувся в своє село і, подивившись на те, як нудно проводить молодь вільний час, організував будівництво стадіону.
Юшка, який раніше розважав хлопців не зовсім нешкідливими жартами, за що і був прозваний «першим парубком» і за що злилася на нього кохана дівчина Одарка Кучерява, вирішив стати першим футболістом — і це в нього вийшло.

## У ролях
- Григорій Карпов — Юхим Юшка
- Людмила Сосюра — Одарка Кучерява
- Юрій Сатаров — Данила Кожум'яка
- Валерія Коваленко — Катря
- Андрій Андрієнко-Земсков — Журба
- Микола Шутько — Сидор
- Тетяна Алексєєва — Фрося
- Людмила Орлова — Явдошко
- Михайло Крамар — Панас
- Ярослав Сасько — Макар
- Микола Яковченко — дід Терешко
- Юрій Цупко — воротар «Зорі»
- Варвара Чайка — мати Одарки
- Іван Матвєєв — дід Карпо

## Знімальна група
- Автори сценарію: Петро Лубенський, Віктор Безорудько
- Режисер-постановник: Сергій Параджанов
- Оператор-постановник: Сергій Ревенко
- Композитор: Євген Зубцов
- Художники-постановники (декорації): Олександр Лісенбарт, Валерій Новаков
- Художник по костюмах: О. Лоренс
- Художник по гриму: (рос.)Е. Шайнер
- Режисер: Олег Ленціус
- Композитор: Євген Зубцов
- Звукооператор: Ніна Авраменко
- Тексти пісень: Н. Хоменко (Н. Хоменко?), Павло Глазовий
- Редактор: Рената Король
- Монтажер: Н. Горбенко
- Директор картини: Олексій Ярмольський

## Факти
- Прокат - 19,8 млн глядачів. [Архівовано 10 грудня 2014 у Wayback Machine.]